# صادق عبد الله الحاج
صادق عبد الله الحاج (مواليد 1 يونيو 2004) هو لاعب كرة قدم جزائري يلعب حارسًا للمرمى في نادي شياب بلوزداد.

## مسيرته الكروية
ولد صادق عبد الله في البليدة، وبدأ مسيرته مع فريق اتحاد البليدة المحلي، وانضم إليه وهو في السادسة من عمره. أمضى عامين في أكاديمية النادي، قبل أن يتم ترقيته إلى فريق الناشئين. بناءً على طلب والدته، واصل التركيز على دراسته، ولعب كرة القدم أثناء التحاقه بالجامعة. ذهب للانضمام إلى شبيبة القبائل، لكنه لم يظهر خلال موسم 2021–22 لانشغاله بالدراسة. وفي العام التالي، خاض تجربة مع اتحاد الجزائر، قبل أن يُعرض عليه عقد مع النادي، وفاز بالبطولة الوطنية لموسم 2023/2022 تحت 19 عامًا في موسمه الأول. اختير أفضل لاعب في المباراة لأدائه في المباراة الأخيرة من الموسم.

## الإنجازات

### اتحاد الجزائرتحت 19
- كأس الجزائر تحت 19 عام: 2022–23.[8]
- البطولة الوطنية تحت 19 عام: 2022–23.

### فردي
- جائزة أفضل حارس مرمى في البطولة الوطنية تحت 19: 2023.[9]
- أفضل لاعب في المباراة النهائية من البطولة الوطنية تحت 19: 2023.[10]